# Pístina
Pístina är en ort i Tjeckien.   Den ligger i regionen Södra Böhmen, i den centrala delen av landet, 120 km söder om huvudstaden Prag. Pístina ligger 459 meter över havet och antalet invånare är 186.
Terrängen runt Pístina är platt, och sluttar västerut. Runt Pístina är det ganska glesbefolkat, med 40 invånare per kvadratkilometer. Närmaste större samhälle är Jindřichův Hradec, 12,8 km nordost om Pístina. I omgivningarna runt Pístina växer i huvudsak blandskog.